# Кокоа леопардовий
Коко́а леопардовий (Xiphorhynchus pardalotus) — вид горобцеподібних птахів родини горнерових (Furnariidae). Мешкає на Гвіанському нагір'ї та в Амазонії.

## Підвиди
Виділяють два підвиди:
- X. p. caurensis Todd, 1948 — тепуї на півдні і південному сході Венесуели (Амасонас, Болівар) і сусідні райони на півночі Бразилії та на заході Гаяни, можливо, також на крайньому сході Колумбії;
- X. p. pardalotus (Vieillot, 1818) — Гвіана і північна Бразилія (від Ріу-Негру на схід до Амапи).

## Поширення і екологія
Леопардові кокоа мешкають у Венесуелі, Гаяні, Французькій Гвіані, Суринамі і Бразилії. Вони живуть в підліску вологих рівнинних і гірських тропічних лісів, в саванах і на плантаціях. Зустрічаються на висоті до 1800 м над рівнем моря, переважно на висоті до 600 м над рівнем моря.